# Caltabellotta

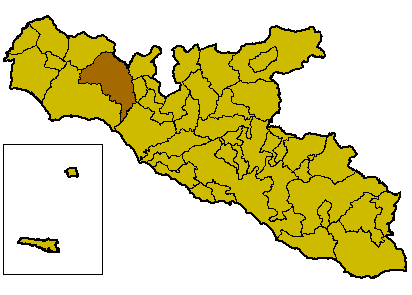
Localització de Caltabellotta

Caltabellotta (sicilià Cataviddotta) és un municipi italià, dins de la província d'Agrigent. L'any 2008 tenia 4.110 habitants. Limita amb els municipis de Bisacquino (PA), Burgio, Calamonaci, Chiusa Sclafani (PA), Giuliana (PA), Ribera, Sambuca di Sicilia, Sciacca i Villafranca Sicula.

## Administració
| Període | Identitat        | Partit        |
| ------- | ---------------- | ------------- |
| 2004-   | Calogero Pumilia | Llista cívica |